# HW Virginis
HW Virginis ist ein Doppelsternsystem bestehend aus einem blauen Unterzwerg und einem Roten oder Braunen Zwerg der Spektralklasse M in einer Entfernung von etwa 560 Lichtjahren. Er ist der Prototyp der sogenannten HW-Virginis-Sterne, welche zu den Bedeckungsveränderlichen Sternen gehören.
Das HW-Virginis-System enthält zusätzlich einen im Jahre 2008 entdeckten Planeten, wobei es sich auch bei diesem Objekt aufgrund der hohen Masse von 14 Jupitermassen um einen Braunen Zwerg handeln könnte.